# Plixenried
Plixenried ist ein Gemeindeteil des Marktes Altomünster im oberbayerischen Landkreis Dachau. Am 1. Mai 1978 kam das Dorf Plixenried als Gemeindeteil von Hohenzell zu Altomünster.

## Geschichte
Im Jahr 1330 erscheint der Ort erstmals urkundlich als „Plixriet“ in einer Urkunde des Klosters Altomünster.
Der Ortsname wird als Rodung an der lichten Waldblöße zu erklären versucht.

## Baudenkmäler
- Katholische Kapelle St. Benedikt und Scholastika, erbaut von 1852 bis 1855